# Округ Сан Бернардино
Округ Сан Бернардино (енгл. San Bernardino County) округ је у савезној држави Калифорнија, САД. Налази се у југоисточном делу Калифорније, а седиште округа и највећи град је Сан Бернардино. Округ је формиран 1853. од територије која је припадала Округу Лос Анђелес. И град и округ су добили име по Светом Бернардину Сијенском.
Према попису из 2010, округ је имао 2.035.210 становника, и био је пети најнасељенији округ у Калифорнији. Са површином од 52.070 km², Округ Сан Бернардино је највећи округ у континенталном делу САД. Већи је од девет најмањих савезних држава појединачно, као и од четири најмање савезне државе заједно. По површини је већи од држава као што су Босна и Херцеговина или Костарика.

## Највећи градови
| Град            | Бр. становника (2010) |  |
| --------------- | --------------------- |  |
| Сан Бернардино  | 209.924               |  |
| Фонтана         | 196.069               |  |
| Ранчо Кукаманга | 165.269               |  |
| Онтарио         | 163.924               |  |
| Викторвил       | 115.903               |  |